# Лекарцев Дмитро В'ячеславович
Дмитро́ Ле́карцев (рум. Dmitri Lecarțev; нар. 4 серпня 1983, с. Васілеуць, Ришканський район, Молдавська РСР) — молдовський громадський діяч українського походження, голова Національного Конгресу Українців Молдови (НКУМ), член Національної комісії з європейської інтеграції при Президенті РМ, представник Уповноваженого Верховної Ради України з прав людини в РМ, представник Торгово-Промислової Палати України (ТППУ) в Молдові, представник української спільноти Молдови.

## Життєпис
Народився в українському селі на півночі Молдови у родині держслужбовців: батько працював у правоохоронних органах, мати — викладач української мови.
З початку 2000-х років бере участь у громадській діяльності у сфері підтримки української спільноти, захисті прав національних меншин, збереженні та популяризації української культури й мови в Молдові.

## Освіта
- 1999–2001 рр. — Україно-румунський ліцей ім К. Поповича с. Нігорень (бакалавр).
- 2001–2005 рр. — Інститут політичних наук та міжнародних відносин, спеціальність — міжнародні відносини.
- 2006 р. — Ресурсний центр молдовських неурядових організацій з прав людини CREDO (магістр адвокації та політики).
- 2013–2015 рр. — Слов'янський університет Молдови (магістр економічних наук, спеціалізація — управління компанією).

## Громадська діяльність

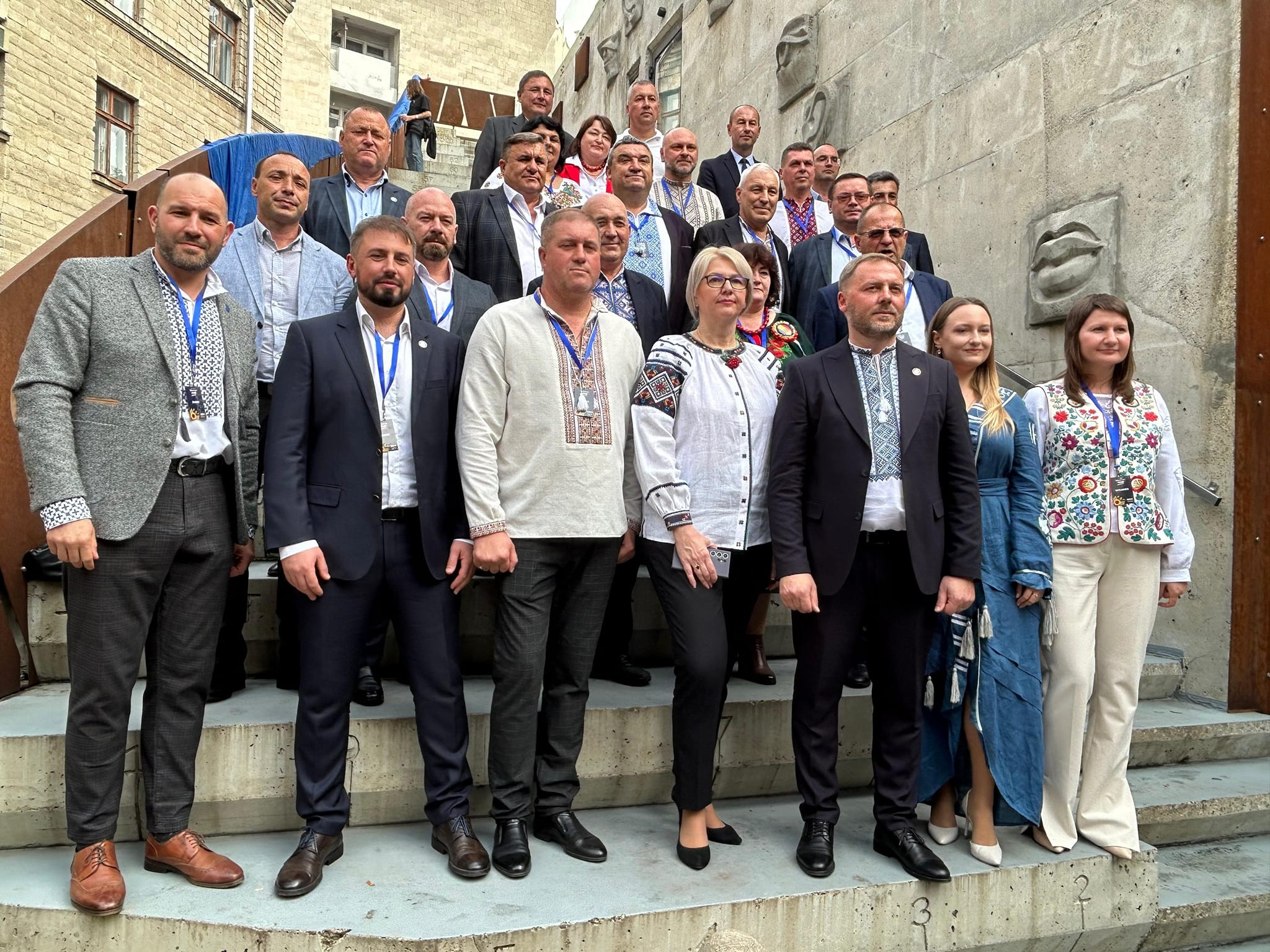
Підписання угоди про партнерство між місцевими органами влади України та Молдови (жовтень 2024 року)

З 2004 року реалізував ряд громадських і міжнародних проєктів у сфері захисту прав національних меншин, розвитку місцевого самоврядування, розвитку міжкультурного і міжрелігійного діалогу, впровадження багатомовної освіти, активізації молоді, збереження української культурної самобутності та транскордонного співробітництва між Україною та Молдовою.

### Основні етапи діяльності за роками
- 2005–2021 рр. — голова Асоціації української молоді в Молдові «Злагода»[2].
- 2005–2022 рр. — член Координаційної ради Агенції міжнаціональних відносин РМ.
- 2008–2014 рр. — голова Координаційної ради молодіжних етнокультурних організацій, акредитованих Агенцією міжнаціональних відносин РМ.
- 2013–2018 рр. — перший заступник Президента Світового Конгресу Українських Молодіжних Організацій (СКУМО).

- 2013–2021 рр. — заступник голови Української громади Молдови.
- 2014 р. — засновник інформаційного онлайн-портала Ukrainians.md — першого україномовного медіаресурсу у Молдові.
- 2018–2020 рр. — член міжурядової комісії з реалізації Стратегії зміцнення міжнаціональних відносин в Республіці Молдова на 2017–2027 рр.
- 2018-2021 рр. — президент Світового Конгресу Українських Молодіжних Організацій (СКУМО).
- 2018-2022 рр. — член Ради директорів Світового Конгресу Українців (СКУ), представляє інтереси української спільноти Молдови на міжнародному рівні.
- 2021 р. — голова Національного Конгресу Українців Молдови (НКУМ).
- 2022 р. — представник громадянського суспільства у Національній комісії з європейської інтеграції при Президенті Республіки Молдова[3].
- 2023 р. — представник ТППУ в Молдові[4].
- 2024 р. — голова Комісії з питань автохтонних українців у рамках Світового Конгресу Українців (СКУ)[5].
- 2024 р. — представник Уповноваженого Верховної Ради України з прав людини в Республіці Молдова[6]. На форумі «Ukrainian Day in Moldova 2024» у Кишиневі Уповноважений Верховної Ради України з прав людини Дмитро Лубінець оголосив про призначення Дмитра Лекарцева представником омбудсмена в Молдові.

## Гуманітарна та соціальна діяльність
Протягом 2019–2020 рр. організував дослідження проблем і потреб спільнот місць компактного проживання українців у Молдові.    
У 2021 року реалізував програму регіонального розвитку та підтримки місць компактного проживання українців Молдови. Протягом 2021–2022 рр. у трьох населених пунктах Дану, Нігорень, Унгри було реалізовано соціальні та інфраструктурні проєкти, встановлені вказівники з назвами населених пунктів, адміністративних будівель та назвами вулиць українською та румунською мовами.   
З 2023 року здійснює підтримку будинку для літніх людей у селі Нігорень Ришканського району та медичному центру комуни Дану, постачаючи медикаменти, гуманітарну допомогу та обладнання.   

### Реакція на війну в Україні
Після початку повномасштабного російського вторгнення в Україну в 2022 році зосередив діяльність на допомозі українським біженцям, які масово прибували до Молдови та розвитку гуманітарних, культурних і торгівельних зв'язків між Україною та Молдовою.   
- 2022 р. — заснував центр допомоги українським біженцям у Молдові[9], який надав підтримку понад 20 000 українцям у Молдові, забезпечуючи житло, працевлаштування та соціальні послуги.
- 2022 р. — організував евакуацію 15 000 громадян України з горячих точок, таких як Миколаїв, Херсон та Запоріжжя[10].
- 2022–2023 рр. — організував відправку понад 18 тонн медичної гуманітарної допомоги та обладнання до України (Одеса, Миколаїв,Чернівці, Хмельницький, Тернопіль, Львів, Харків, Сіверськодонецьк, Чернігв, Київ, Дніпро, Запоріжжя, Вознесенськ)[11].
- 2022 р. — започаткував платформу Dilo.md для працевлаштування українських переселенців у партнерстві з Управлінням Верховного комісара ООН у справах біженців та Національним агентством зайнятості Молдови[12].
- 2022–2024 рр. — реалізував низку гуманітарних проєктів у партнерстві з UNICEF, Агентством США з міжнародного розвитку (USAID),Міжнародною організацією з міграції (IOM), Європейським Союзом тощо[13].

## Освітні ініціативи
Для популяризації української мови та освіти в спільноті співпрацює з українськими та молдовськими державними структурами. 21 грудня 2022 року він провів зустріч з Уповноваженим із захисту державної мови України Тарасом Кремінем, під час якої було домовлено про спільні кроки для популяризації української мови в Молдові. Дмитро Лекарцев бере участь у реалізації проєктів, спрямованих на забезпечення освітніх потреб української спільноти та дітей-переселенців. 
- 2023 р. — реконструкція будівлі гімназії ім. Тараса Шевченка в Кишиневі[16].

- 2024 р. — відкриття дитячого освітнього Центру «Дивосвіт»[17].
- 2024 р. — 1000 підручників українською мовою передано гімназії ім. Тараса Шевченка в Молдові в Кишиневі[18].
- 2024 р. — Впровадження мультилінгвальної освіти[19] у Молдові, створено класи з навчанням українською та румунською мовами.
- Щорічні олімпіади з української мови та літератури для дітей української спільноти[20].

## Культурні ініціативи

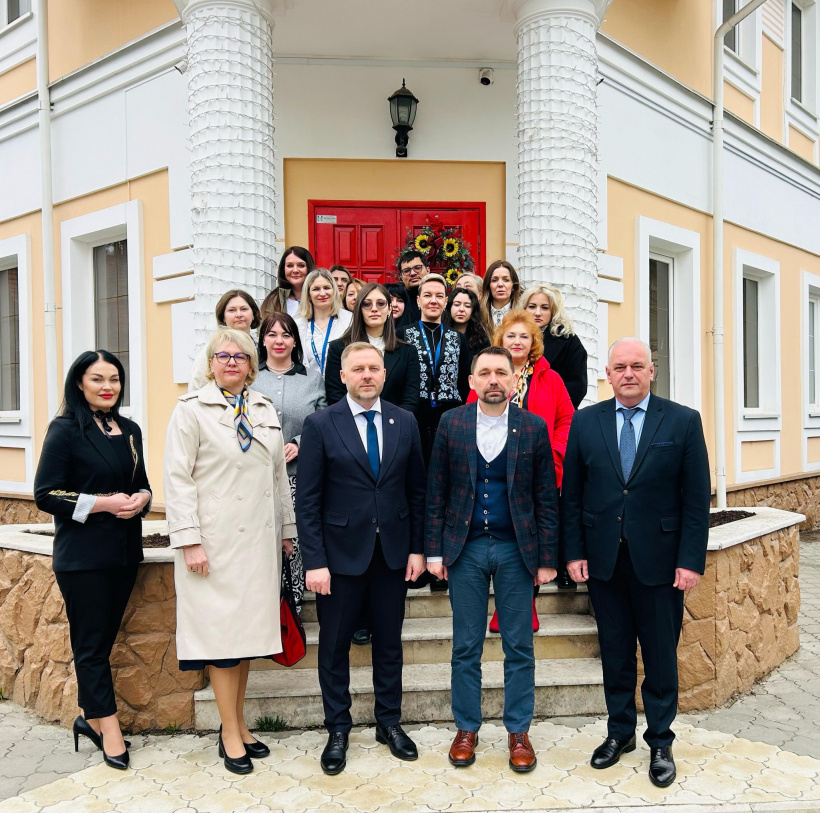
Зустріч Міністра культури Миколи Точицького та Посла України Пауна Роговея з Головою НКУМ Дмитром Лекарцевим (квітень 2025)

- Зустріч Міністра культури Миколи Точицького та Посла України Пауна Роговея з Головою НКУМ Дмитром Лекарцевим (квітень 2025)Святкування Дня Святого Миколая (щорічно з 2012 року)[21].

- Вшанування пам'яті жертв Голодоморів (щорічно з 2014 року)[22].
- Марш Вишиванки в Молдові — традиційний захід національної єдності українців та вшанування етнічних традицій, що проходить в Молдові з 2014 року[23].
- Дні українського кіно в Молдові — щорічний фестиваль сучасного українського кіно з 2019 року, що проходить за підтримки Держкіно України та Посольства України в Молдові[24].
- День України в Молдові — щорічний форум, заснований в 2021 році[25].
- Big Heart Exhibition — щорічна пам'ятна виставка започаткована у 2023 році та присвячена історіям людей, які постраждали внаслідок повномасштабного російського вторгнення в Україну[26].
- Регіональний фестиваль української культури в Яблоні з 2024 року[27].

23 серпня 2024 року відбулося відкриття першого Українського дому в Кишиневі — багатофункціонального центру підтримки, інтеграції та культурного обміну для української спільноти Молдови.

## Євроінтеграційні ініціативи
Дмитро Лекарцев виступає за курс європейської інтеграції Молдови, розглядаючи його як запоруку демократичного майбутнього Молдови. 
У серпні 2022 року указом Президента Молдови Майї Санду Лекарцева було включено до розширеного складу Національної комісії з європейської інтеграції при Президентові РМ як представника громадянського суспільства.
30 липня 2024 року створив Раду мерів при Національному Конгресі Українців Молдови, до якої увійшли 17 мерів 33 населених пунктів на Півночі Молдови для сприяння європейській інтеграції Республіки Молдова, реалізації спільних проєктів у соціально-економічній сфері, підвищення добробуту населення, залучення до національних і міжнародних програм розвитку. Заснування Ради було офіційно зафіксоване підписанням Декларації в присутності представників Делегації Європейського Союзу та Посольства України в Молдові. 
У межах діяльності Ради, під координацією Дмитра Лекарцева, відбулися навчальні візити мерів до Польщі та Румунії для обміну досвідом з місцевими органами влади для участі у спільних грантових програмах. 
Також розвиває гуманітарні зв'язки між Україною та Молдовою. 5 жовтня 2024 року, під час форуму «Ukrainian Day in Moldova» («День України в Молдові»), було обговорено спільні проєкти розвитку громад в контексті євроінтеграції та укладено 12 угод про побратимство між містами України в Чернівецькій області та містами компактного проживання українців на Півночі Молдови. 
У жовтні 2024 року в Молдові було ініційовано референдум щодо закріплення курсу на вступ до ЄС в Конституції, Дмитро висловив підтримку цій ініціативі, розглядаючи її як шанс для спільного європейського майбутнього.

## Відзнаки та нагороди

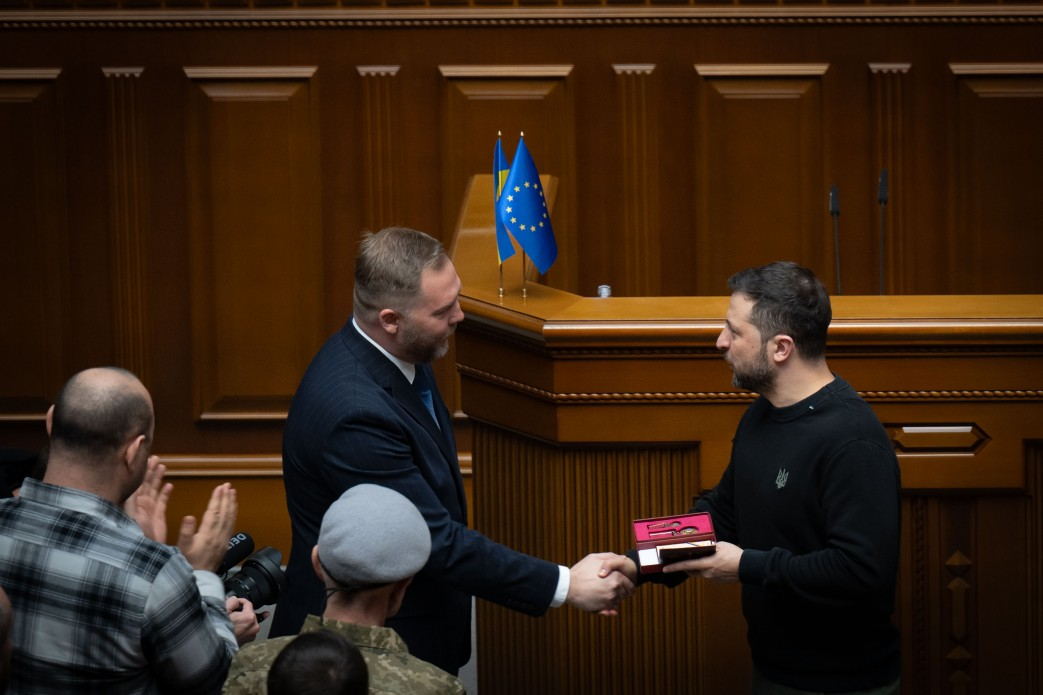
Дмитро Лекарцев отримує від Президента України Володимира Зеленського орден «За заслуги» III ступеня (2024)

- 2020 р. — Медаль «Meritul Civic» («За громадянські заслуги», Молдова).
- 2021 р. — Грамота Верховної Ради України.
- 2021 р. — Почесний Диплом Уряду Молдови.
- 2023 р. — Медаль від Міжнародного штабу допомоги українцям.
- 2024 р. — Медаль Святого Володимира Великого[36], вручена Світовим Конгресом Українців у Бухаресті, за особливий внесок у підтримку України, просування українських інтересів та розбудову українського громадського життя в Молдові.
- 2024 р. — Орден «За заслуги» III ступеня[37][38].